# 武拉德科·马切克

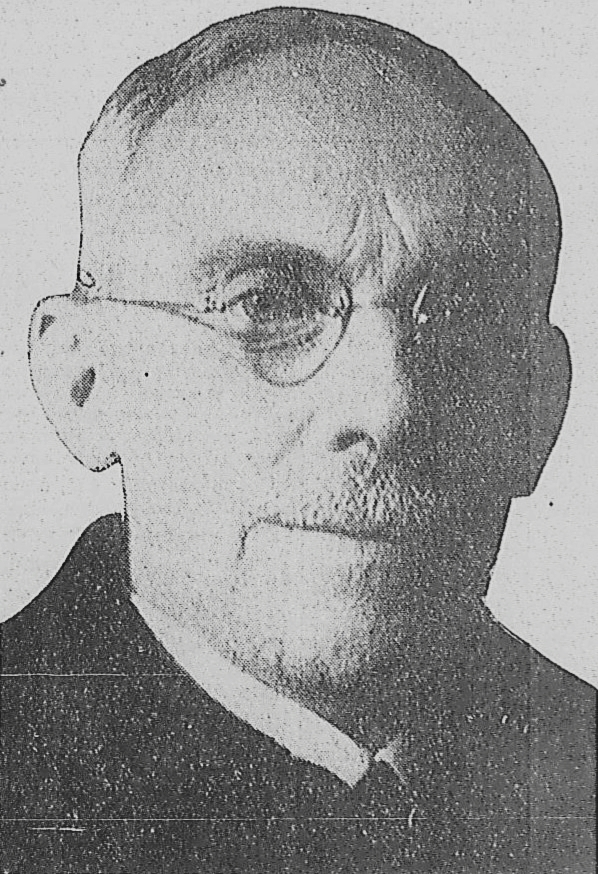
武拉德科·马切克

武拉德科·马切克（Vladko Maček，1879年6月20日—1964年5月15日）是南斯拉夫王國的一位政治家。1928年，克罗地亚农民党党魁斯捷潘·拉迪奇奇遇刺身亡，马切克接任党主席，自此成为克罗地亚重要政治人物，直到1941年南斯拉夫遭轴心国入侵（南斯拉夫戰役）为止。作为克罗地亚农民党领袖，马切克在克罗地亚省于1939年成立的过程中起到了关键作用，因為他代表克羅地亞人參與簽署茨维特科维奇-马切克协议。 二戰後武拉德科·马切克由於不滿鐵托，於是移居美國，並在美國因心臟病去世。1996年，武拉德科·马切克的墓地遷回克羅地亞。